# 전라남도의 초등학교 목록
다음은 전라남도의 초등학교 목록이다.

## 가
가거도초등학교 · 
간문초등학교 · 
강진동초등학교 · 
강진북초등학교 · 
강진중앙초등학교 · 
거문초등학교 · 
거문초등학교 덕촌분교 · 
거문초등학교 동도분교 · 
거문초등학교 서도분교 · 
겸백초등학교 · 
경호초등학교 · 
계곡초등학교 · 
계산초등학교 · 
고금초등학교 · 
고달초등학교 · 
고서초등학교 · 
고성초등학교 · 
고흥동초등학교 · 
곡성중앙초등학교 · 
골약초등학교 · 
공산초등학교 · 
과역초등학교 · 
관기초등학교 · 
관산남초등학교 · 
관산초등학교 · 
광양가야초등학교 · 
광양남초등학교 · 
광양덕례초등학교 · 
광양동초등학교 · 
광양마동초등학교 · 
광양백운초등학교 · 
광양북초등학교 · 
광양서초등학교 · 
광양용강초등학교 · 
광양제철남초등학교 · 
광양제철초등학교 · 
광양중동초등학교 · 
광양중마초등학교 · 
광양중앙초등학교 · 
광양중진초등학교 · 
광양칠성초등학교 · 
광영초등학교 · 
광의초등학교 · 
광주교육대학교 목포부설초등학교 · 
구례북초등학교 · 
구례중앙초등학교 · 
구림초등학교 · 
군남초등학교 · 
군내북초등학교 · 
군동초등학교 · 
군서초등학교 · 
군외초등학교 불목분교 · 
군외초등학교 · 
금당초등학교 · 
금산초등학교 · 
금성초등학교 (담양군) · 
금성초등학교 (진도군) · 
금일동초등학교 · 
금일초등학교 · 
금정초등학교 · 
금천초등학교 · 
기산초등학교

## 나
나산초등학교 · 
나주북초등학교 · 
나주중앙초등학교 · 
나주초등학교 · 
나진초등학교 용창분교 · 
나진초등학교 · 
낙성초등학교 · 
낙안초등학교 · 
남면초등학교 · 
남악초등학교 · 
남양초등학교 · 
남양초등학교 우도분교 · 
남평초등학교 · 
넙도초등학교 서리분교 · 
넙도초등학교 · 
노동초등학교 · 
노안남초등학교 · 
노안초등학교 · 
노화북초등학교 · 
노화중앙초등학교 · 
노화초등학교 · 
녹동초등학교 소록도분교 · 
녹동초등학교 시산분교 · 
녹동초등학교 · 
능주초등학교

## 다
다도초등학교 · 
다시초등학교 · 
다압초등학교 · 
담양남초등학교 · 
담양동초등학교 · 
담주초등학교 · 
대구초등학교 · 
대덕초등학교 · 
대동향교초등학교 · 
대마초등학교 · 
대불초등학교 · 
대서초등학교 · 
덕진초등학교 · 
도곡중앙초등학교 · 
도곡초등학교 · 
도덕초등학교 · 
도암초등학교 · 
도원초등학교 · 
도초초등학교 · 
도포초등학교 영농분교 · 
도포초등학교 · 
도화초등학교 · 
독천초등학교 · 
돌산초등학교 · 
동강초등학교 (고흥군) · 
동강초등학교 (나주시) · 
동면초등학교 · 
동명초등학교 · 
동백초등학교 · 
동복초등학교 · 
동산초등학교 · 
동화초등학교 · 
두원초등학교 · 
득량남초등학교

## 마
마량초등학교 · 
마산초등학교 · 
마산초등학교 용전분교 · 
만덕초등학교 · 
망운초등학교 · 
명덕초등학교 · 
목포남초등학교 · 
목포대성초등학교 · 
목포대연초등학교 · 
목포동초등학교 · 
목포미항초등학교 · 
목포부영초등학교 · 
목포북교초등학교 · 
목포산정초등학교 · 
목포삼학초등학교 · 
목포상동초등학교 · 
목포서부초등학교 · 
목포서산초등학교 충무분교 · 
목포서산초등학교 · 
목포서해초등학교 · 
목포석현초등학교 · 
목포신흥초등학교 · 
목포애향초등학교 · 
목포연동초등학교 · 
목포연산초등학교 · 
목포영산초등학교 · 
목포옥암초등학교 · 
목포용해초등학교 · 
목포용호초등학교 · 
목포유달초등학교 달리분교 · 
목포유달초등학교 율도분교 · 
목포유달초등학교 · 
목포이로초등학교 · 
목포임성초등학교 · 
목포중앙초등학교 · 
목포청호초등학교 · 
목포하당초등학교 · 
목포한빛초등학교 · 
목포항도초등학교 · 
몽탄초등학교 · 
묘량중앙초등학교 · 
무선초등학교 · 
무안초등학교 · 
무정초등학교 · 
문덕초등학교 · 
문척초등학교 · 
문평초등학교 · 
미력초등학교 · 
미암초등학교

## 바
반남초등학교 · 
백수남초등학교 · 
백수서초등학교 · 
백수초등학교 백수동분교 · 
백수초등학교 · 
백양초등학교 · 
백초초등학교 · 
벌교중앙초등학교 · 
벌교초등학교 장도분교 · 
벌교초등학교 · 
법성포초등학교 안마분교 · 
법성포초등학교 · 
별량초등학교 · 
병영초등학교 · 
보길동초등학교 예작분교 · 
보길동초등학교 · 
보길초등학교{{·}
보길남초등학교(금교) • 
보성남초등학교 · 
보성초등학교 · 
복내초등학교 · 
봉강초등학교 · 
봉덕초등학교 · 
봉덕초등학교 평사분교 · 
봉래초등학교 · 
봉산초등학교 · 
봉황초등학교 · 
부산초등학교 · 
북이초등학교 · 
북일초등학교 (장성군) · 
북일초등학교 (해남군) · 
북평초등학교 · 
분향초등학교 · 
불갑초등학교 · 
비금동초등학교 · 
비금초등학교 · 
빛가람초등학교

## 사
사창초등학교 · 
사평초등학교 · 
산이서초등학교 금호분교 · 
산이서초등학교 · 
산이초등학교 · 
산포초등학교 · 
삼기초등학교 · 
삼산초등학교 · 
삼서초등학교 · 
삼향동초등학교 · 
삼향북초등학교 · 
삼향초등학교 · 
삼호서초등학교 · 
삼호중앙초등학교 · 
상사초등학교 · 
상암초등학교 묘도분교 · 
상암초등학교 · 
생영초등학교 · 
서삼초등학교 · 
서정초등학교 · 
서창초등학교 · 
석곡초등학교 · 
석교초등학교 · 
성산초등학교 · 
성전초등학교 · 
성황초등학교 · 
세지북초등학교 · 
세지초등학교 · 
세풍초등학교 · 
소라초등학교 사곡분교 · 
소라초등학교 소라남분교 · 
소라초등학교 신흥분교 · 
소라초등학교 여자분교 · 
소라초등학교 · 
소안초등학교 · 
소호초등학교 · 
손불서초등학교 · 
손불초등학교 · 
송광초등학교 · 
송산초등학교 · 
송산초등학교 · 
송지초등학교 · 
송호초등학교 · 
수북초등학교 · 
순천남산초등학교 · 
순천남초등학교 · 
순천대석초등학교 · 
순천도사초등학교 · 
순천봉화초등학교 · 
순천부영초등학교 · 
순천북초등학교 · 
순천비봉초등학교 · 
순천삼산초등학교 · 
순천성남초등학교 · 
순천성동초등학교 · 
순천신흥초등학교 · 
순천연향초등학교 · 
순천왕운초등학교 · 
순천왕조초등학교 · 
순천왕지초등학교 · 
순천용당초등학교 · 
순천율산초등학교 · 
순천이수초등학교 · 
순천인안초등학교 · 
순천조례초등학교 · 
순천중앙초등학교 · 
순천풍덕초등학교 · 
순천향림초등학교 · 
승주초등학교 죽학분교 · 
승주초등학교 · 
시전초등학교 · 
시종초등학교 · 
신광초등학교 · 
신기초등학교 · 
신북초등학교 · 
신북초등학교 신북서분교 · 
신의초등학교 · 
신전초등학교 · 
신지동초등학교 · 
신지초등학교 · 
신풍초등학교 · 
쌍봉초등학교

## 아
아산초등학교 · 
안심초등학교 · 
안양동초등학교 · 
안양초등학교 · 
안일초등학교 · 
안일초등학교 백야분교 · 
안일초등학교 여산분교 · 
안좌초등학교 반월분교 · 
안좌초등학교 자라분교 · 
안좌초등학교 · 
암태초등학교 당사분교 · 
암태초등학교 추포분교 · 
암태초등학교 · 
압해동초등학교 · 
압해서초등학교 · 
압해초등학교 고이분교 · 
압해초등학교 · 
약산초등학교 · 
약수초등학교 · 
양산초등학교 · 
어란진초등학교 어불분교 · 
어란진초등학교 · 
엄다초등학교 · 
여남초등학교 · 
여도초등학교 · 
여수구봉초등학교 · 
여수남산초등학교 · 
여수남초등학교 · 
여수동초등학교 · 
여수문수초등학교 · 
여수미평초등학교 · 
여수봉산초등학교 · 
여수부영초등학교 · 
여수북초등학교 · 
여수서초등학교 · 
여수신월초등학교 · 
여수양지초등학교 · 
여수여문초등학교 · 
여수자산초등학교 · 
여수종고초등학교 · 
여수좌수영초등학교 · 
여수중앙초등학교 · 
여수진남초등학교 · 
여수한려초등학교 · 
여안초등학교 · 
여천초등학교 · 
연도초등학교 · 
염산초등학교 낙월분교 · 
염산초등학교 · 
영강초등학교 · 
영광중앙초등학교 · 
영광초등학교 · 
영남초등학교 · 
영산포초등학교 · 
영암초등학교 · 
예당초등학교 · 
오룡초등학교 · 
오산초등학교 (곡성군) · 
오산초등학교 (진도군) · 
오산초등학교 금호도분교 · 
옥곡초등학교 · 
옥과초등학교 · 
옥룡북초등학교 · 
옥룡초등학교 · 
옥천초등학교 · 
옴천초등학교 · 
완도중앙초등학교 · 
완도초등학교 · 
왕곡초등학교 · 
외서초등학교 · 
용당초등학교 · 
용면초등학교 · 
용방초등학교 · 
용산초등학교 · 
우수영초등학교 · 
운남초등학교 · 
웅천초등학교 · 
웅치초등학교 · 
원촌초등학교 · 
월등초등학교 · 
월산초등학교 · 
월송초등학교 · 
월야초등학교 · 
월평초등학교 · 
유치초등학교 · 
율어초등학교 · 
율촌초등학교 산수분교 · 
율촌초등학교 상봉분교 · 
율촌초등학교 · 
의신초등학교 모도분교 · 
의신초등학교 접도분교 · 
의신초등학교 · 
이양초등학교 · 
일로동초등학교 · 
일로초등학교 청망분교 · 
일로초등학교 · 
임자남초등학교 · 
임자초등학교 · 
입면초등학교

## 자
자은초등학교 · 
작천초등학교 · 
장동초등학교 · 
장산초등학교 · 
장성성산초등학교 · 
장성중앙초등학교 · 
장천초등학교 · 
장평초등학교 · 
장흥남초등학교 · 
장흥서초등학교 · 
장흥초등학교 · 
점암초등학교 신안분교 · 
점암초등학교 화계분교 · 
점암초등학교 · 
조도초등학교 거차분교 · 
조도초등학교 관사분교 · 
조도초등학교 대마분교 · 
조도초등학교 · 
조성남초등학교 · 
조성초등학교 · 
주암초등학교 · 
죽곡초등학교 · 
죽림초등학교 · 
중동초등학교 · 
중흥초등학교 · 
증도초등학교 병풍도분교 · 
증도초등학교 소악분교 · 
증도초등학교 · 
지도초등학교 · 
지도초등학교 선치분교 · 
지도초등학교 어의분교 · 
지산초등학교 · 
진도서초등학교 가사도분교 · 
진도서초등학교 · 
진도초등학교 · 
진상초등학교 황죽분교 · 
진상초등학교 · 
진원동초등학교 · 
진원초등학교 · 
진월초등학교

## 차
창촌초등학교 · 
창평초등학교 · 
천태초등학교 · 
청계남초등학교 · 
청계북초등학교 · 
청계초등학교 · 
청산초등학교 · 
청산초등학교 모도분교 · 
청천초등학교 · 
청풍초등학교 · 
청해초등학교 · 
초도초등학교 손죽분교 · 
초도초등학교 · 
춘양초등학교 · 
칠량초등학교

## 타
태인초등학교 · 
토지초등학교 연곡분교 · 
토지초등학교

## 파
팔금초등학교 · 
팔마초등학교 · 
포두초등학교 · 
풍남초등학교 · 
풍양초등학교

## 하
하의초등학교 · 
학다리중앙초등학교 · 
학산초등학교 · 
한재초등학교 · 
한천초등학교 · 
함평초등학교 · 
해남동초등학교 · 
해남서초등학교 · 
해룡초등학교 · 
해보초등학교 · 
해제남초등학교 · 
해제초등학교 · 
현경북초등학교 · 
현경초등학교 해운분교 · 
현경초등학교 · 
현산남초등학교 · 
현산초등학교 · 
홍농서초등학교 · 
홍농초등학교 · 
화산남초등학교 · 
화산초등학교 · 
화순만연초등학교 · 
화순오성초등학교 · 
화순제일초등학교 · 
화순초등학교 이서분교 · 
화순초등학교 · 
화양초등학교 · 
화원초등학교 · 
화정초등학교 · 
화태초등학교 두라분교 · 
화태초등학교 월호분교 · 
화태초등학교 · 
화흥초등학교 · 
황산초등학교 · 
황전초등학교 회덕분교 · 
황전초등학교 · 
회진초등학교 · 
회천서초등학교 · 
회천초등학교 · 
흑산초등학교 영산분교 · 
흑산초등학교 장도분교 · 
흑산초등학교 하태분교 · 
흑산초등학교 홍도분교 · 
흑산초등학교 흑산동분교 · 
흑산초등학교 흑산북분교 · 
흑산초등학교 흑산서분교 · 
흑산초등학교